# Quint Lucreci Vespil·ló
Quint Lucreci Vespil·ló (llatí: Quintus Lucretius Vespillo) va ser un militar i magistrat romà. Era fill de Quint Lucreci Vespil·ló, orador i jurista, proscrit per Sul·la i executat. Formava part de la gens Lucrècia i era de la família dels Vespil·ló.
Va servir a la flota pompeiana el 48 aC. Va ser proscrit pels triumvirs l'any 43 aC, i va ser més afortunat que el seu pare, ja que per consell de la seva dona Cúria va estar amagat a la seva casa a la ciutat de Roma i finalment els seus amics van obtenir el seu perdó.
Va formar part de la delegació enviada pel senat a August, que era a Atenes, per demanar-li d'acceptar el consolat per l'any 19 aC. August va declinar l'honor i va nomenar Vespil·ló al seu lloc, que per tant va ser cònsol l'any següent junt amb Gai Senti Saturní.